# Carta Organizației Națiunilor Unite
Carta Organizației Națiunilor Unite este un tratat care înființează organizația internațională numită Organizația Națiunilor Unite . A fost semnat la Conferința Națiunilor Unite privind Organizația Internațională de la San Francisco, California, Statele Unite ale Americii, pe 26 iunie 1945, de 50 din cele 51 de țări membre originale (Polonia, inițial, apoi alte state, care nu au fost reprezentate la conferință, au semnat-o mai târziu). Acesta a intrat în vigoare la data de 24 octombrie 1945, după ce a fost ratificat de către cei cinci membri permanenți ai Consiliului de Securitate: Republica China (mai târziu înlocuită cu Republica Populară Chineză), Franța, Uniunea Republicilor Socialiste Sovietice (mai târziu înlocuită de Federația Rusă), Regatul Unit, și Statele Unite și de majoritatea celorlalte state semnatare.
Ca o cartă, acesta este un tratat constitutiv, prin care toți membrii sunt parte. Mai mult, Carta declară că obligațiile Organizației Națiunilor Unite prevalează asupra tuturor celorlalte obligații din alte tratate . Cele mai multe țări din lume au ratificat Carta. O excepție notabilă este Sfântul Scaun, care a ales să rămână permanent în stare de observator și, prin urmare, nu este un semnatar al Cartei .

## Organizarea documentului

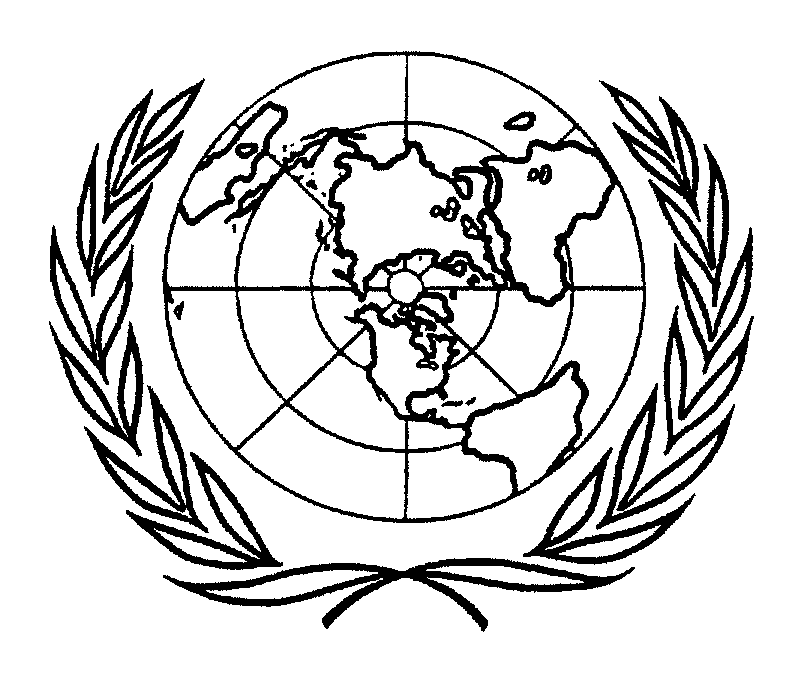
Insignia a apărut în frontispiciul cartei, prototipul actualului logo al Națiunilor Unite.

Carta este constituită dintr-un preambul și o serie de articole grupate în capitole. 
Preambulul este, după cum urmează:
„Noi, popoarele Națiunilor Unite, hotărâte să izbăvim generațiile viitoare de flagelul războiului care, de două ori în cursul unei vieți de om, a provocat omenirii suferințe de nespus, să ne reafirmăm credința în drepturile fundamentale ale omului, în demnitatea și valoarea persoanei umane, în egalitatea în drepturi a bărbaților și a femeilor, precum și a națiunilor mari și mici, să creăm condițiile necesare menținerii justiției și respectării obligațiilor decurgând din tratate și alte izvoare ale dreptului internațional, să promovăm progresul social și condiții mai bune de trai într-o mai mare libertate, și în aceste scopuri să practicăm toleranța și să trăim în pace unul cu celălalt, ca buni vecini, să ne unim forțele pentru menținerea păcii și securității internaționale, să acceptăm principii și să instituim metode care să garanteze că forța armată nu va fi folosită decât în interesul comun, să folosim instituțiile internaționale pentru promovarea progresului economic și social al tuturor popoarelor, am hotărât să ne unim eforturile pentru înfăptuirea acestor obiective. Drept urmare, guvernele noastre, prin reprezentanții lor, reuniți în orașul San Francisco și având depline puteri, recunoscute ca valabile și date în forma cuvenită, au adoptat prezenta Cartă a Națiunilor Unite și înființează prin aceasta o organizație internațională care se va numi Națiunile Unite.”
În următoarele capitole, sunt trasate liniile generale de organizare și activitate a acestui important forum:
- Capitolul I - Scopuri și principii

- Capitolul II - Membri

- Capitolul III - Organe

- Capitolul IV - Adunarea Generală

- Capitolul V - Consiliul de Securitate

- Capitolul VI - Rezolvarea pașnică a diferendelor

- Capitolul VII - Acțiunea în caz de amenințări împotriva păcii, de încălcări ale păcii și de acte de agresiune

- Capitolul VIII - Acorduri regionale

- Capitolul IX - Cooperarea economică și socială internațională

- Capitolul X - Consiliul Economic și Social

- Capitolul XI - Declarație privind teritoriile care nu se autoguvernează

- Capitolul XII - Sistemul internațional de tutelă

- Capitolul XIII - Consiliul de Tutelă

- Capitolul XIV - Curtea Internațională de Justiție

- Capitolul XV - Secretariatul

- Capitolul XVI - Dispoziții diverse

- Capitolul XVII - Dispoziții tranzitorii de securitate

- Capitolul XVIII - Amendamente

- Capitolul XIX - Ratificare și semnare